# Zaroślarka akacjowa
Zaroślarka akacjowa (Paraxerus cepapi) – gatunek gryzonia z rodziny wiewiórkowatych (Sciuridae), występujący w Afryce. Zamieszkuje południowo-zachodnie tereny Tanzanii, południową część Mozambiku, zachodnią i południowo-wschodnią Angolę, oraz północno-wschodnią Namibię. Spotykany bywa także w Kongu, Botswanie, Malawi, Zambii i w Zimbabwe.

## Budowa ciała
Zaroślarka akacjowa jest gryzoniem o średniej wielkości. Ciało ma smukłą budowę – przy długości tułowia (wraz z głową) od 17,2 cm (samica) do 17,7 cm (samiec) – waży tylko 186–189,2 g. Ogon jest puszysty, długi – o  wymiarze około 16,9 cm.

## Cykl życiowy
Ciąża u zaroślarki akacjowej trwa od 56 do 58 dni. Miot nie jest liczny, zazwyczaj rodzą się dwa młode, które w chwili narodzin są stosunkowo dobrze rozwinięte. Po ośmiu dniach życia otwierają oczy, a po 19 dniach zaczynają już opuszczać rodzinne gniazdo. Samica karmi je mlekiem przez pierwsze 4 do 6 tygodni życia. Samica jest płodna już zaraz po porodzie. Nowy miot może przyjść na świat już po 62 dniach od poprzedniego porodu.

## Ekologia
Zaroślarka akacjowa jest gatunkiem wiodącym stadny, nadrzewny tryb życia. Spośród drzew najchętniej do zamieszkania wybiera Colophospermum mopane lub gatunki należące do rodzajów akacja, migdałecznik lub Combretum, w których stosunkowo łatwo mu znaleźć dziuplę.